# Иодид ниобия(V)
Иодид ниобия(V) — неорганическое соединение, соль металла ниобия и иодистоводородной кислоты с формулой NbI5, 
жёлтые кристаллы,
гидролизуются водой.

## Получение
- Реакция паров иода и ниобия:

{\displaystyle {\mathsf {2Nb+5I_{2}\ {\xrightarrow {250-600^{o}C}}\ 2NbI_{5}}}}
- Реакция оксида ниобия(V) и иодида алюминия при повышенной температуре:

{\displaystyle {\mathsf {3Nb_{2}O_{5}+10AlI_{3}\ {\xrightarrow {230^{o}C}}\ 6NbI_{5}+5Al_{2}O_{3}}}}

## Физические свойства
Иодид ниобия(V) образует жёлтые кристаллы.

## Химические свойства
- Полностью гидролизуется водой:

{\displaystyle {\mathsf {2NbI_{5}+5H_{2}O\ {\xrightarrow {}}\ Nb_{2}O_{5}+10HI}}}
- Неустойчив, выделяет иод уже при слабом нагревании. В вакууме протекает следующая реакция:

{\displaystyle {\mathsf {2NbI_{5}\ {\xrightarrow {}}\ 2NbI_{4}+I_{2}}}}